# 自然権
自然権（しぜんけん、羅: ius naturale/jus naturale、英: Natural rights）とは、人間が、自然状態（政府ができる以前の状態、法律が制定される以前の状態）の段階より、保持している生命・自由・財産・健康に関する不可譲の権利。人権は、自然権の代表的なものとされている。今日の通説では、人類の普遍的価値である「人間の自由」と「平等」を中心とする基本的人権、並びに、基本的人権を基調とした現代政治理論において、最も基本的な概念・原理であるとされている。ただし、その由来については神が個々の人間に付与したとする考えと人間の本性に由来する考えが存在する。

## 近代以前
古代ギリシアにおいて、自然権は自然的正義に基づいて人間本性が持つ権利であると考えられてきた。「付与の平等性」が強調される近代の自然権論（人権論）と異なり、むしろ逆に平等性・公平性が強調されるノモス（社会・法律）の論理に対抗して、強者・優秀者が多くを得る・受け持つことがピュシス（自然）の正義・権利であるとして、不平等性を正当化する論理に専ら用いられた。（こうした発想は、近代においてはニーチェ等によって賞揚されることになる。）プラトンは『ゴルギアス』のカリクレスや、『国家』第1巻のトラシュマコス、『法律』第1巻 第3章のクレイニアスなどに、そうした素朴な弱肉強食的な強者の論理、優秀者支配論を語らせ、それを反駁・修正する形で、善（善のイデア）やそれと関連した正義・勇気・節制・美・敬神などを踏まえた、国民を善導していける「真の優秀者」による国家支配を主張している。
これに対してキリスト教のスコラ哲学においては、自然権は神から人間本性に平等に与えられたものと解されてきた。（プラトンにおいても、『ティマイオス』等において、人間は創造主デミウルゴスや、彼が作った神々に由来するものを、等しく分け与えられていることが説明されるが、それは人間の存在・権利の総体というよりは、専ら魂（プシュケー）(の三部分) の中の「理性・知性」的な部分が、神に由来するという切り口で説明される。こうした理性重視の思想は、ストア派にも受け継がれ、近代においては大陸合理論（理性主義）のスピノザ、あるいはルソーやカント等によって賞揚された。）
ただし、このような近世よりも前の時代においては、自然法に関する議論に重きが置かれ、自然権自体に対する関心は決して高くはなかった。
しかも、古代・中世（ソクラテス・プラトン〜キリスト教）を通じて、自然権は、客観的に正しい秩序に服すべき人間が持っている自然的義務に、セットになって対応する権利と考えられていた。その場合、人間への自然権付与の前提としての、その自然的義務を課す存在（正義もしくは神）が、自然権に常に伴って想定されていた。それで、人間に、義務を履行しているか否かに無関係に、直接的に無条件に付与するような自然権というものの存在は、考えられていなかった（ただし、12世紀の教会法学や14世紀のノミナリズムに近代的な自然権観念に近い考えが存在していたとする説もある）。

## 近代自然法思想
そうした古代的・中世的な思想が大きく転換されたのは、17世紀における社会契約論に関する議論とそれに基づく近代的自然法思想によるところが大きい。

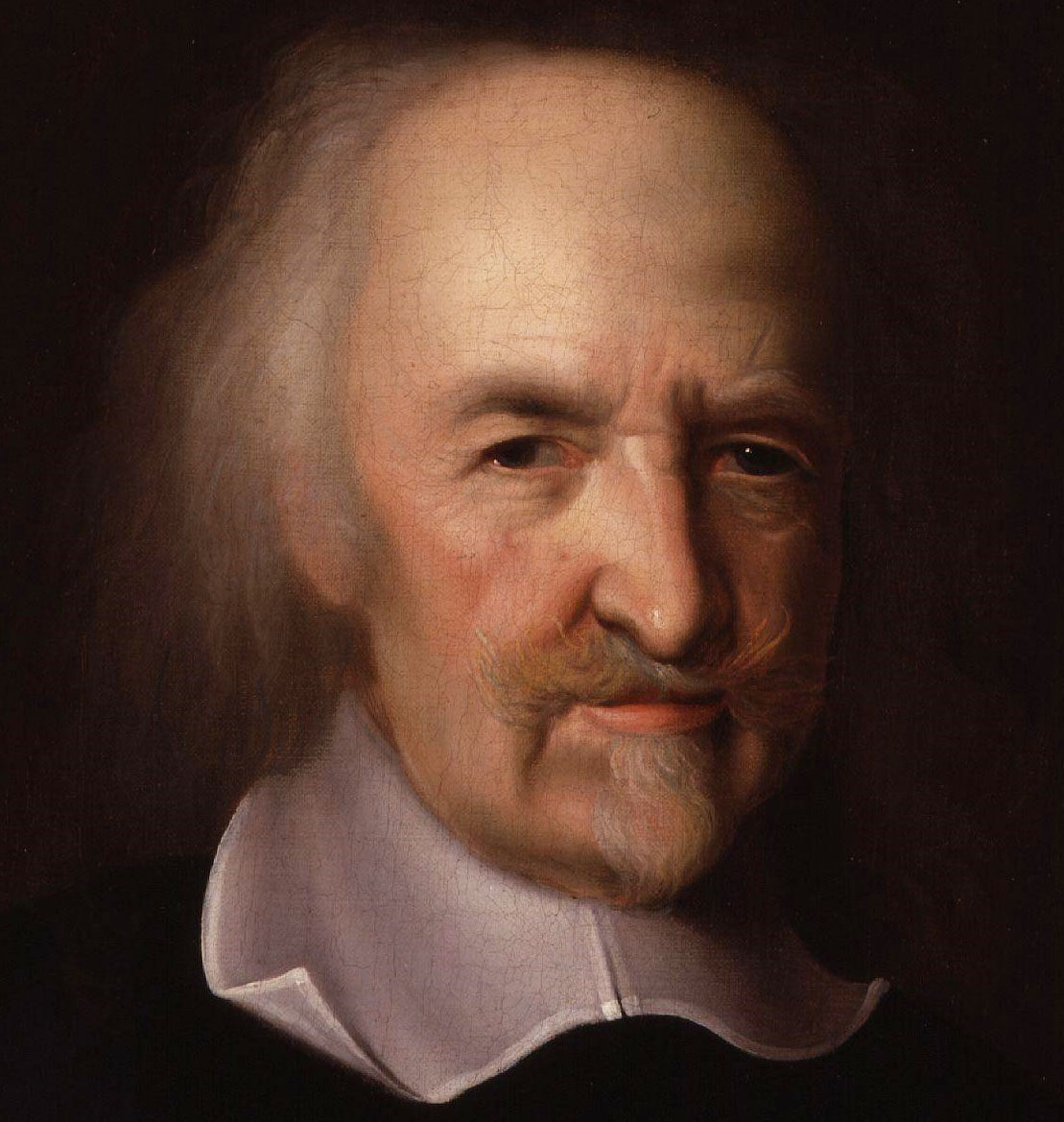
トマス・ホッブズ

トマス・ホッブズは封建社会における特権を中心とした権利観念を転換し、これまで自明の存在であるとされてきた共同体や社会の存在を解体した自然状態を想定した。自然状態において全ての人間は自由で平等な自己保存の権利を持つとして自然権の普遍性を唱えた。その上で自然権が持つ自己保存の性格が時には自己の意志を妨害する外的障害を排除するために他者の生命・身体を脅かす可能性を有し、その結果「万人の万人による闘争状態」を招くとして、理性の推論的帰結としての自然法の存在と各人の自己保存を維持するための社会契約に基づく国家（政府）の必要性を唱えた。これはスコラ哲学による神が自然法に基づいて自然権を付与するという考え方を否認し、法は人間によって創設されるもので自然法もまた自然権から発生したものであるという法概念の転換をももたらした。
また、フーゴー・グローティウスは個々の人間が自己保存についての権利を有するという点ではホッブスに近いものの、同時に自己保存の権利は他者への直接的な加害行為やその自己保存に必要とする財物の奪取を禁止する自然法に拘束されており、その結果として制約された自己保存の権利を自然権と位置づけている。また、自然状態を万人が無主物を共有して使用できる状態とし、合意によって特定個人に帰属させる状態を生じさせる人定的な権利を所有権と考えた。

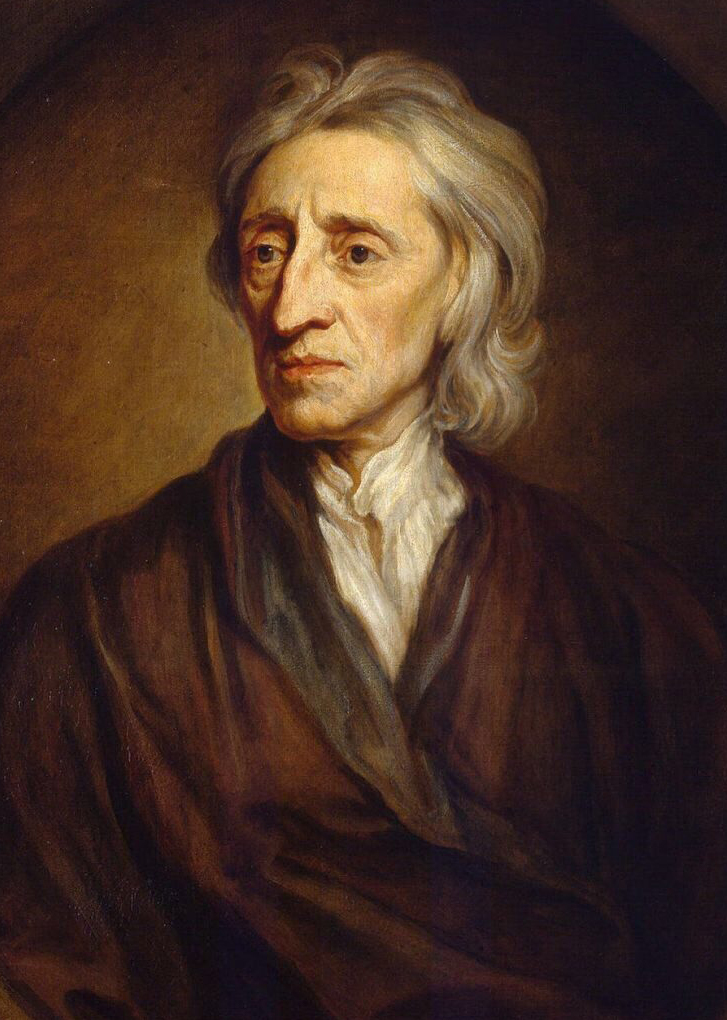
ジョン・ロック

続く、ジョン・ロックは何人も侵すことの出来ない各人固有の権利（right of properties）として「生命（life）」「健康（health）」「自由（liberty）」「財産（possessions）」の4つを掲げて自己保存の中に更に広範な自由の概念や財産権を含み、国家（政府）は社会契約（統治契約）によって成立するもので、国家（政府）が統治契約に背いてその自然権を侵害すれば、国民は抵抗権（革命権）によって革命も正当化されるとして自然権の優位性を唱えた。ロックの思想は自然権の社会化をもたらすとともに、資本主義や市民社会に理論的正当性を与え、アメリカ独立革命などの市民革命に大きな影響を与えた。
この他に自由権に関して唱えた思想家としてはザミュエル・フォン・プーフェンドルフやジャン＝ジャック・ルソーなどが挙げられる。また、日本の明治初期における自由民権運動で唱えられた天賦人権論も自然権の日本における受容系であると言える。

## 憲法への採用

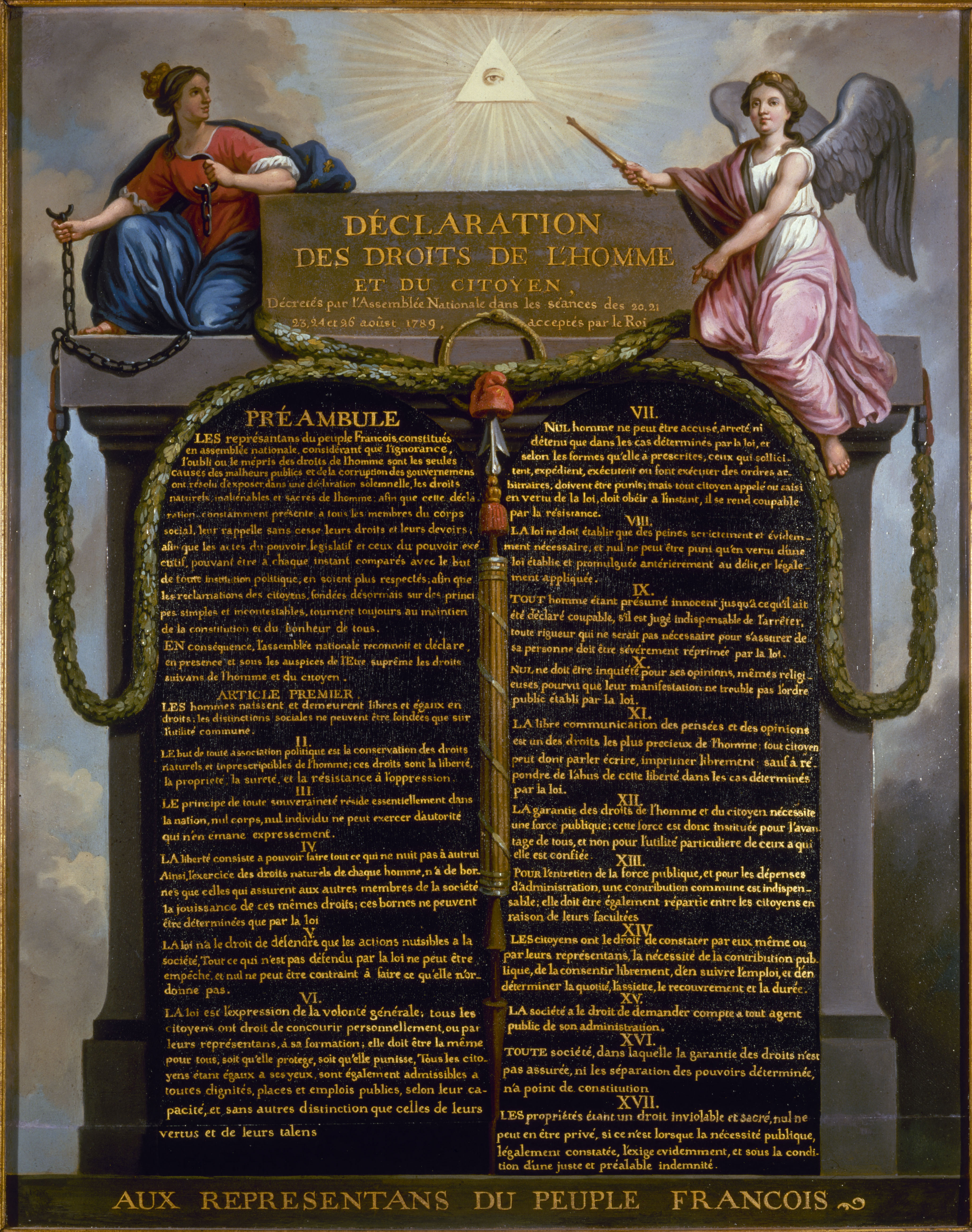
フランス人権宣言

18世紀以降、自然権の観念は各国の憲法で採用された。最も早く採用したのはアメリカとフランスで、まず1776年にアメリカで採択されたバージニア権利章典は、第1条において「全ての人は生まれながらにして等しく自由で独立しており、ある先天的な権利を持っている」と規定した。続いて1789年にフランスで採択されたフランス人権宣言は、第1条において「人は、自由かつ権利に置いて平等なものとして出生し、存在する」と規定した。なお、日本国憲法も自然権思想に立脚し、人権を「侵すことのできない永久の権利」（第11条・97条）として規定している。

## 自然権を否定する思想
もっとも、功利主義でも知られているジェレミ・ベンサムをはじめとする法実証主義のように、実定法以外の全ての法はありえず、自然権や自然法の存在を否定する立場も存在する。その立場に立てば、基本的人権などの諸権利も全て憲法などの法律の制定によって初めて成立するものであると解される。実際に現在の民主主義国の多くでは、自然権とされてきた諸権利は憲法などに規定され、日本国憲法においても自然権は「基本的人権」の体裁をもって永久の権利として保障されている（ただし、自然権を認める論に立てば、基本的人権の立法化は自然法の実定化であって、実定法に由来する権利ではない）。
だが、こうした理論は、国家あるいは君主（元首）の権限が強大で国民・議会の権限が弱く、自然権・自然法による普遍的価値観を認めない体制・社会において、「法の支配」が時の君主（元首）や政府の意思が合法化させる仕組みとして機能し、「悪法も法なり」という思想となって発現した（悪法問題）。ドイツ・イタリアのファシズムやソ連・北朝鮮の共産主義など民主政治を否定する政権の登場は、そうした体制・社会が生み出した産物とも捉えられている。また、それ以外にも共産主義のカール・マルクスや各種共同体論の立場からも批判が出されることがある。
メタ倫理学においては、経験論から善悪の指針を導くことはできないとして（自然主義的誤謬）、20世紀初頭に G. E. ムーア が著書『倫理学原理』のなかで批判を展開した。
国家権力の及ばない個人の私的分野の存在を認める自然権の考え方は、多くの自由主義・民主主義を奉じる国家・人々に受容されている。もっとも、自由主義者・民主主義者の間でも、自然権の中核にある権利を自由権とするか平等権とするかについては意見が分かれており、大きな政治路線の対立として表れる場合もある。